# Бергер, Яков Михайлович
Я́ков Миха́йлович Бе́ргер (12 сентября 1929, Уфа — 31 декабря 2016, Москва) — советский и российский учёный-китаист, доктор исторических наук.

## Биография
Окончил Московский институт востоковедения (1952). Работал в Институте географии АН СССР. Кандидат географических наук (1962, диссертация «Синьцзян-Уйгурский автономный район КНР: экономико-географическая характеристика»).
В 1966—1970 гг. и с 2000 г. в Институте Дальнего Востока РАН. Опубликовал (под псевдонимом Я. Михайлов, в соавторстве с Б. Н. Занегиным и А. М. Григорьевым) брошюру «К событиям в Китае» (1967) — один из первых в СССР аналитических откликов на события китайской «культурной революции».
С 1970 г. до конца 1980-х гг. заведующий отделом научного коммунизма ИНИОН АН СССР, где под его руководством работали такие в дальнейшем заметные фигуры российской науки и общественной жизни как Александр Пятигорский, Ирина Роднянская, Рената Гальцева, Людмила Алексеева, Аркадий Ровнер, Виктория Чаликова. По воспоминаниям Бергера,

главным содержанием нашей тогдашней деятельности было стремление ознакомить советскую интеллектуальную общественность с некоммунистическими концепциями общественного развития. Во всяком случае, именно так («Современные буржуазные теории общественного развития») называлась вышедшая под моей редакцией коллективная монография — как некоторый предварительный итог нашего опыта.

С 1995 г. заведовал программой «Высшая школа» российского Института «Открытое общество».

## Научные работы
Автор более 200 научных работ. В их числе:
- «Коллектив и крестьянин в современной китайской деревне: Научно-аналит. обзор» (1984)
- «Проблемы управления сельским хозяйством Китая: Научно-аналит. обзор» (1985)
- «Социальные процессы в современной китайской деревне» (1988)
- «Глобализация экономики Китая» (2003, соавтор)
- «Китай: угрозы, риски, вызовы развитию» (2005, соавтор)
- «Экономическая стратегия Китая» (2009)